# Vocês Sabem Lá
Vocês Sabem Lá é uma canção de 1958, com a qual a cantora portuguesa Maria de Fátima Bravo ganhou o I Festival da Canção Portuguesa. 

## História
A canção interpretada por Maria de Fátima Bravo, foi a vencedora do I Festival da Canção Portuguesa que se realizou no dia 21 de Janeiro de 1958 no Cinema Império, em Lisboa. 
A canção foi gravada por Maria de Fátima Bravo, Simone de Oliveira, Tony de Matos, Maria José Valério, Trio Odemira, José Cid, Carlos Quintas, Rita Guerra, entre outros. 
Existem também versões em Espanha (Nella Colombo), Itália (Nilla Pizzi, Bruno Rosttani e Sílvio Notto) e Estados Unidos (Jeannie Thomas).
O tema foi escolhido pela Antena 1 aquando da comemoração dos 80 anos da rádio publica.

## Ligações Externas
- Festival RTP da Canção 1958 | Maria de Fátima Bravo "Vocês Sabem Lá"